# Бандура Федір Пилипович
Бандура Федір Пилипович (Псевдо: Іскра; 1 січня 1925, Поділля, Галицький район, Івано-Франківська область — 13 жовтня 1950, Діброва, Рогатинський район, Івано-Франківська область) — лицар Срібного хреста заслуги.

## Життєпис
Член Юнацтва ОУН із 1941 р. Стрілець УПА (1944—1945). Рисівник та маляр осередку пропаганди Львівського обласного (1945—1946), а відтак Рогатинського окружного (1946—1948) проводів ОУН, керівник техзвена Рогатинського окружного осередку пропаганди ОУН (1948—1950).
Загинув у бою з опергрупою МДБ. Старший вістун УПА (?).

## Нагороди
Згідно з Постановою УГВР від 25.07.1950 р. і Наказом Головного військового штабу УПА ч. 2/50 від 30.07.1950 р. керівник технічного звена Рогатинського окружного проводу ОУН Федір Бандура — «Іскра» нагороджений Срібним хрестом заслуги УПА.

## Вшанування пам'яті
- 1.12.2017 р. від імені Координаційної ради з вшанування пам'яті нагороджених Лицарів ОУН і УПА у м. Галич Івано-Франківської обл. Срібний хрест заслуги УПА (№ 024) переданий Василю Бандурі, племіннику Федора Бандури — «Іскри».